# Olympische Sommerspiele 1960/Teilnehmer (San Marino)
| Gelbes Symbol für Goldmedaillen mit stilisierten Olympischen Ringen | Graues Symbol für Silbermedaillen mit stilisierten Olympischen Ringen | Braundes Symbol für Bronzemedaillen mit stilisierten Olympischen Ringen |
| ------------------------------------------------------------------- | --------------------------------------------------------------------- | ----------------------------------------------------------------------- |
| —                                                                   | —                                                                     | —                                                                       |

San Marino nahm an den Olympischen Sommerspielen 1960 in der italienischen Hauptstadt Rom mit einer Delegation von neun männlichen Sportlern teil.
Es war die erste Teilnahme San Marinos an Olympischen Sommerspielen.

## Teilnehmer nach Sportarten

### Radsport
- Salvatore Palmucci
Straßenrennen: 40. Platz
100 Kilometer Mannschaftsverfolgung: DNF

- Domenico Cecchetti
Straßenrennen: DNF
100 Kilometer Mannschaftsverfolgung: DNF

- Sante Ciacci
Straßenrennen: DNF
100 Kilometer Mannschaftsverfolgung: DNF

- Vito Corbelli
Straßenrennen: DNF
100 Kilometer Mannschaftsverfolgung: DNF

### Ringen
- Vittorio Mancini
Bantamgewicht, Freistil: 16. Platz

### Schießen
- Aroldo Casali
Freie Scheibenpistole: 64. Platz

- Spartaco Cesaretti
Freie Scheibenpistole: 65. Platz

- Leo Franciosi
Trap: 24. Platz

- Guglielmo Giusti
Trap: In der Qualifikation ausgeschieden